# Margaret Corbin
Pour les articles homonymes, voir Corbin.
Margaret Cochran Corbin (née le 12 novembre 1751 et morte le 16 janvier 1800) est une femme qui combattit durant la guerre d'indépendance américaine. Le 16 novembre 1776, lorsque son mari est tué durant la bataille de Fort Washington, elle prend sa place et continue de tirer au canon sur les troupes ennemies. Après la bataille, le Congrès continental lui octroie le versement d'une pension, faisant d'elle la première femme américaine à recevoir une pension militaire du Congrès.

## Biographie
Margaret Cochran est née le 12 novembre 1751 dans le comté de Franklin en Pennsylvanie, fille de Robert Cochran et de sa femme Sarah. À l'âge de cinq ans, au cours d'une attaque d'Amérindiens, son père est tué et sa mère est emmenée en captivité. En 1772, Margaret épouse John Corbin, un fermier de Virginie, et lorsqu'éclate la guerre d'indépendance trois ans plus tard, elle l'accompagne quand ce dernier s'engage dans la milice en tant qu'artilleur.
Le 16 novembre 1776, Margaret est présente sur le champ de bataille aux côtés de son mari lors de la bataille de Fort Washington. Lorsqu'au cours d'un assaut des Hessois John Corbin est mortellement blessé, Margaret prend sa place et continue de tirer au canon sur les troupes ennemies, jusqu'à ce qu'elle soit finalement blessée au bras, à la poitrine et à la mâchoire par les tirs adverses. Les Britanniques remportent finalement la bataille et Margaret Corbin est faite prisonnière avant d'être relâchée quelque temps plus tard. Elle ne se remet jamais vraiment de ses blessures et perd l'usage de son bras gauche.
Le 29 juin 1779, l'État de Pennsylvanie lui remet 30 $ en reconnaissance de sa bravoure lors de la bataille et le 6 juillet 1779, le Congrès continental lui octroie le versement d'une pension, équivalent à la moitié de la paie d'un soldat en service. Margaret Corbin est ainsi la première femme américaine à recevoir une pension militaire du Congrès.
Elle meurt le 16 janvier 1800 à l'âge de 48 ans. En 1926, ses restes sont transférés au cimetière de West Point.